# 吉運堂
吉運堂（よしうんどう）は、新潟県新潟市南区に本社を置く、新潟県・山形県・宮城県に店舗展開する仏壇・墓石店。
　

## 沿革
- 1924年 - 旧白根市本町一に吉田竹市が仏壇店を開業
- 1966年 - 国道8号線沿に工場増設
- 1971年 - 株式会社吉運堂に改組
- 1976年 - 「卸センター」開設
- 1976年 - 支店第一号店「新潟店」オープン
- 1978年 - 山形県第一号店「酒田店」オープン
- 1985年12月 - 本社屋「サルナート」完成
- 1987年 - 石材部「吉祥石装」白根店オープン
- 1988年 - 「吉祥石装」工場完成　　第9回全国伝統的工芸品「仏壇・仏具展」名古屋大会にて最高位「通商産業大臣賞」受賞
- 1991年2月 - 「柏崎店」オープン
- 1996年 - 全国伝産会館「伝承の館」オープン
- 2005年4月 - 「新発田店」新築移転オープン
- 2007年11月 - 宮城県第一号店「仙台いずみ店」オープン
- 2019年12月 - イオンモール内第一号店「GALLERYmemoriaイオンモール三川店（現代仏壇専門店）」オープン
- 2020年10月 - 「GALLERYmemoriaイオンモール天童店（現代仏壇専門店）」オープン

## 店舗
新潟県内16店舗、山形県内6店舗の23店舗。

### 新潟県内
新潟市
白根本店　新潟駅南店　新潟青山店　新潟東店　ストーンミュージアム
下越地方
村上店　新発田店　燕三条店
中越地方
見附店　長岡店　小千谷店　六日町店　柏崎店
その他県内
上越店　糸魚川店　佐渡佐和田店

### 新潟県外
鶴岡店　酒田店　天童店　山形店　米沢店　GALLERY memoriaイオンモール三川　GALLERY memoriaイオンモール天童　

## グループ会社
- (株)白根仏壇制作所「匠」
- サルナート(有)